# Идил Бирет
Идил Бирет (на турски: İdil Biret; родена на 21 ноември 1941 г. в Анкара, Турция) е турска пианистка, известна с интерпретациите си на теми от романтичния репертоар.

## Образование
Бирет започва уроците си на 5-годишна възраст с Митхат Фенмен, който е учил при Надя Буланже и Алфред Корто. На седемгодишна възраст турският парламент приема специален закон, който ѝ позволява да учи в чужбина. Тя учи в Парижката консерватория във Франция под ръководството на Надя Буланже. Тя също отдава заслуженото и на Маделин дьо Валмалет за това, че я запознава с композитори като Брамс. Бирет завършва обучението си с три награди на 15-годишна възраст. Продължава образованието си с Алфред Корто и Вилхелм Кемпф.

## Музикален живот
От 16-годишна възраст Бирет се представя на сцена като солист заедно с най-изтъкнатите оркестри в света, като Лондонската, Ленинградската и Токийската филхармонии. Тя си сътрудничи с известни диригенти като Херман Шерхен, Генадий Рождественски, Арън Копланд и др. Бирет изнася концерти в градове като Берлин, Монреал, Истанбул, Дубровник Монпелие и Атина.
Премиерата ѝ е в зала „Симфония“ в Бостън с Ерих Лейнсдорф на 22 ноември 1963 г. Точно преди да започне да свири (Концерт за пиано на Рахманинов #3), Лейнсдорф се обръща към публиката и казва: „Току-що чухме по радиото, че президентът на Съединените щати е станал жертва на убийство!“. След като публиката преодолява шока, ръководството и изпълнителите се съгласяват да продължат с представянето на Бирет.
Тя е член на журито на няколко конкурса за пиано: Ван Клибърн (САЩ), Монреал (Канада), Лист (Ваймар, Германия) и Бусони (Италия).
Многобройните ѝ записи за звукозаписни компании като EMI, Decca, Atlantic, Finnadar и Naxos включват световната премиера на копията на Ференц Лист върху девет симфонии на Бетовен (EMI 6LP/ 1986), солови и концертни изпълнения на пиано на Шопен (15CD/ 1992), Брамс (12CD/ 1997), Рахманинов (10CD/ 2000) и много други. Широкият репертоар на Бирет обхваща голяма част от късната класическа и романтична пиано литература. Тя е може би най-известна със записите си на Шопен, които ѝ спечелват престижната „Grand Prix du Disque Frédéric Chopin“ в Полша през 1995 г.
Нейните записи на класически произведения от 20 век включват трите сонати за пиано на Пиер Булез (Naxos Records, 1995), както и творби на Вилхелм Кемпф (Marco Polo, 1991).
През септември 2006 г. излиза биографичната книга Idil Biret – Une Pianiste Turque en France, написана от френския професор Доминик Ксардел и публикувана от Buchet/ Chastel във Франция. Книгата е преведена на турски език и е публикувана от издателство Can Yayinlari.

## Награди
Бирет получава почетното звание Държавен художник през 1971 г., давано от правителството на Турция за приноси към турската култура.
През 1995 г. записите на Бирет върху творчеството на Шопен са наградени с Grand Prix du Disque Frédéric Chopin в Полша. Същата година печели наградата „Diapason d'Or“ във Франция за записите на сонатите на Булез, които са избрани сред най-добрите записи на годината от вестник Le Monde.
Бирет също получава следните награди: „Мемориалната награда на Лили Буланже“ в Бостън (САЩ); Златният медал на Хариет Коен/ Дину Липати в Лондон (Великобритания); полската „Награда за художествени заслуги“; Националният орден за заслуги на Франция; наградата „Аделаида Ристори“, Италия. През 2007 г. е наградена с орден „За отлична служба“ – Кавалерийски кръст от полския президент Лех Качински за приноса ѝ към полската култура за записите и изпълненията ѝ на музиката на Шопен.